# Burg Kergoz
Die Burg Kergoz (französisch Manoir de Kergoz) ist die Ruine einer Niederungsburg in Guilvinec im Département Finistère in der Bretagne. Die Ruine ist seit 1932 als Monument historique klassifiziert.

## Beschreibung

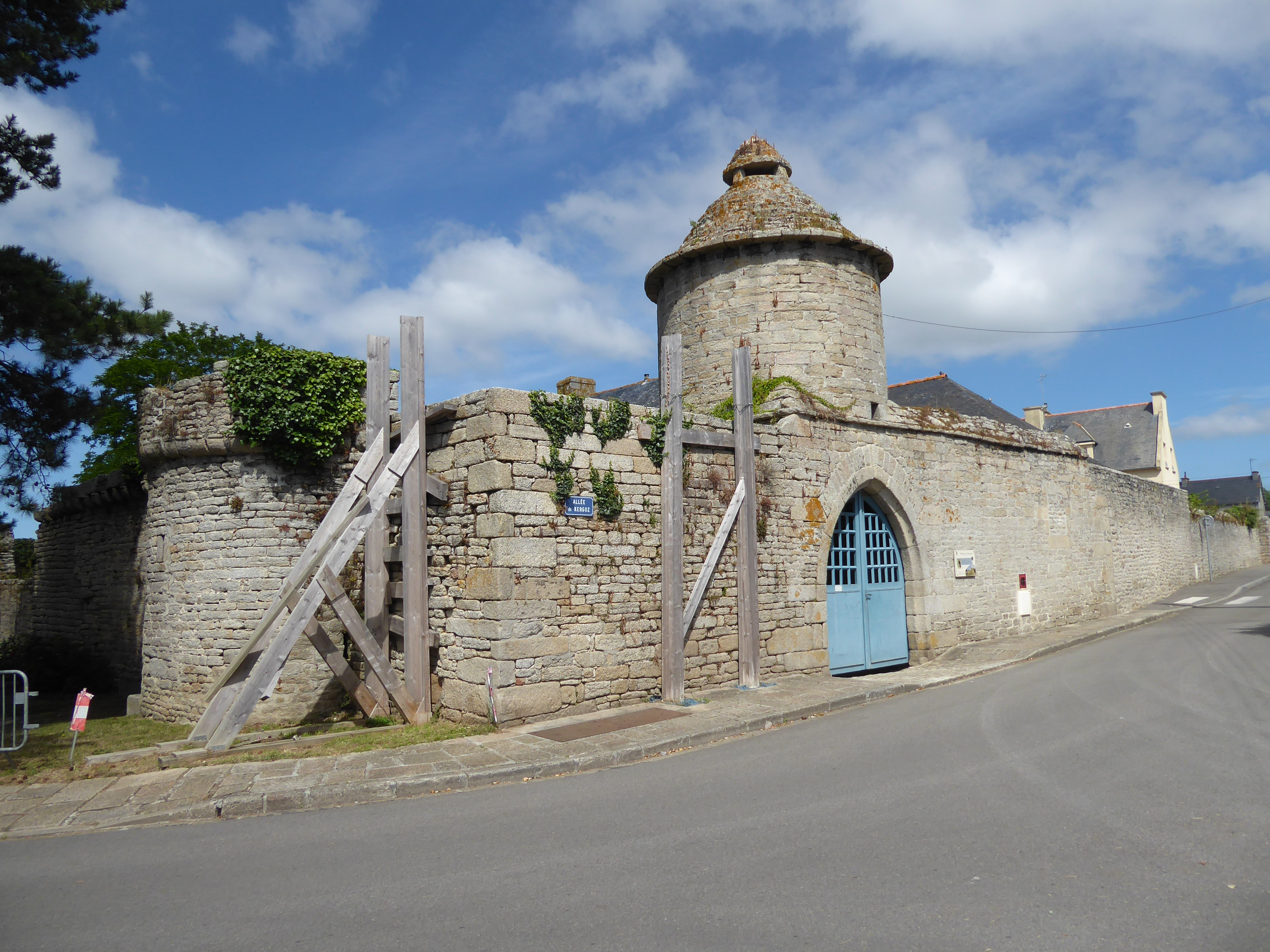
Torbogen mit Taubenturm

Von der durch die Herren von Kergoz im 16. Jahrhundert errichteten Burganlage haben sich Teile der südlichen und östlichen Umfassungsmauern sowie der inneren Bebauung erhalten. Die Ruine befindet sich heute inmitten der Ortschaft auf einem Schulgelände. Ein Wohngebäude im Inneren besitzt ein schönes Portal im Stil der Flamboyantgotik. Über dem östlichen Torbogen erhebt sich ein Taubenturm, der auch in das 16. Jahrhundert datiert wird. Die vom Meer aus sichtbaren Befestigungen sollten Wehrhaftigkeit symbolisieren und Plünderer abschrecken. Die Anlage kann nur von außen besichtigt werden. Von den Burgherren wurde auch außerhalb der Anlage die Kapelle St-Trémeur errichtet.